# The Spencer Davis Group
A The Spencer Davis Group 1963-ban alakult meg Birminghamben. Az együttes rhythm and blues formáció volt, erős blues alapokkal. Olyan ősök zenéjét adták elő, mint Lead Belly, Big Bill Broonzy, vagy John Lee Hooker. Spencer Davis 2020-ban elhunyt, 81 éves korában.  Ezáltal az együttes ebben az évben feloszlott.

## Tagjai
- Spencer Davis – gitár, ének, zenekarvezető
- Steve Winwood – ének, billentyűs hangszerek, gitár
- Muff Winwood – basszusgitár
- Phil Sawyer – gitár
- Pete York - dob

## Magyarországi fellépései
A maga idejében jelentős eseménynek számított, hogy a valóban híres zenekarok közül elsőként a Spencer Davis Group járt  Magyarországon 1967 júliusában. A koncerte a Kisstadionban került sor, tízezernél több néző előtt - a lelátókon túl a közönség a küzdőtéren elhelyezett székeken is ülhetett. 

## Diszkográfiája
- Their First LP (1965)
- The Second Album (1966)
- Autumn (1966)
- The Best Of Spencer Davis Group (1967)
- Here We Go Round The Mulberry Bush (1968)
- It's Been So Long (1971)
- Mousetrap (1972)
- Gluggo (1973)
- Living In A Back Street (1974)
- Best Of (1985)
- With Their New Faces On (1997)